# Ceremonials
Ceremonials je druhé studiové album anglické indie-rockové kapely Florence and the Machine, vydané 31. října 2011 hudebním vydavatelstvím Island Records. Kapela začala pracovat na albu v roce 2010 a dokončila jej roku 2011. Producentem všech písní je Paul Epworth, který s kapelou spolupracoval už na jejich prvním debutovém albu Lungs (2009).
Album obdrželo příznivé reakce od hudebních kritiků. Např. slavná anglická legenda Kate Bushová chválila Florence Welch za její pěvecký výkon i celkové zpracování všech skladeb. Stejně tak je Ceremonials úspěšné v předních příčkách hlavně britských a australských hitparád. Album získalo nominaci pro Nejlepší popové album a skladba "Shake it out" se umístila na prvním místě v kategorii Nejlepší popový duo/skupinový výkon na cenách Grammy v roce 2013. V letech 2011–2012 odehráli Florence and the Machine s albem světové turné pod názvem "Ceremonials Tour".
Zajímavostí je, že anglická spisovatelka Emma Forrest napsala k albu esej, která je přiložena k CD edici.

## Seznam skladeb
1. „Only If for a Night“
2. „Shake It Out“
3. „What the Water Gave Me“
4. „Never Let Me Go“
5. „Breaking Down“
6. „Lover to Lover“
7. „No Light, No Light“
8. „Seven Devils“
9. „Heartlines“
10. „Spectrum“
11. „All This and Heaven Too“
12. „Leave My Body“

## Singly
- "What the Water Gave Me" vyšel 23. srpna 2011, spolu s videoklipem.
- "Shake It Out" vyšel 30. srpna 2011, a stal se zatím vůbec nejúspěšnějším singlem kapely dodnes.
- "No Light, No Light" vyšel 16. ledna 2012.
- "Never Let Me Go" vyšla 2. dubna 2012.
- "Spectrum (Say My Name)" vyšel 5. července 2012 a díky skotskému DJovi Calvin Harrisovi se stal v Británii hitem číslo jedna.
- "Lover to Lover" vyšla 4. prosince 2012.